# 7empest
7empest è un brano musicale del gruppo musicale statunitense Tool, settima traccia del quinto album in studio Fear Inoculum, pubblicato il 30 agosto 2019.

## Descrizione
Con i suoi oltre 15 minuti di lunghezza si tratta del brano più lungo del disco, nonché quello più pesante e complesso. Esso è infatti caratterizzato da un riff poliritmico e distorto di chitarra di Adam Jones che la critica ha definito di ispirazione Meshuggah, con un tempo che varia tra i 5/4 e gli 11/8, oltre a una performance vocale energica di Maynard James Keenan che richiama i primi lavori del gruppo, in particolar modo Undertow. Secondo quanto spiegato da Justin Chancellor, uno dei riff contenuti in 7empest risale al periodo antecedente al suo ingresso nel gruppo ed era stato ripreso durante le sessioni di registrazione del quarto album 10,000 Days, venendo scartato in quanto «era solo buono, non eccezionale». In occasione di un'intervista concessa al sito australiano Junkee, il bassista ha precisato che tale riff è nato inizialmente durante il processo di scrittura di Ænima:
La rivista Rolling Stone ha evidenziato come il titolo richiami, oltre all'apprezzamento dei Tool verso i tempi a sette battute, l'ultima opera di William Shakespeare La tempesta.
Il 18 febbraio 2020 i Tool hanno eseguito il brano per la prima volta dal vivo a Sydney, in occasione della tappa australiana del tour.

## Accoglienza
7empest è stato recensito positivamente dalla critica specializzata, che lo ha definito come il punto più alto dell'album e della carriera dei Tool.
La rivista statunitense Revolver lo ha decretato come il miglior brano del 2019, spiegando che «è innegabilmente progressive nella struttura e nella strumentazione, con l'assolo più folle di Adam Jones e una serie di suite mutevoli. Ma in tono, richiama il vetriolo grezzo e non filtrato dell'EP di debutto dei Tool Opiate o persino Hooker with a Penis di Ænima». Graham Hartmann di Loudwire ha elogiato il lavoro variegato alla chitarra di Jones, definendolo «il più grande successo della carriera del chitarrista»; tale parere è stato condiviso anche da Quentin Singer di Forbes, nonché da Stephen Hill e Eleanor Goodman di Louder, i quali hanno aggiunto che il brano rappresenta «il più grande risultato in un album di qualità squisita».

## Formazione
Gruppo
- Maynard James Keenan – voce
- Adam Jones – chitarra
- Justin Chancellor – basso
- Danny Carey – batteria

Produzione
- Tool – produzione
- Joe Barresi – registrazione, missaggio
- Jun Murakawa – assistenza tecnica
- Morgan Stratton – assistenza tecnica
- Kevin Mills – assistenza tecnica
- Garrett Lubow – assistenza tecnica
- Wesley Seidman – assistenza tecnica
- Scott Moore – assistenza tecnica
- Greg Foeller – assistenza tecnica
- Bob Ludwig – mastering
- Mat Mitchell – tracker aggiuntivo
- Tim Dawson – tracker aggiuntivo
- Andrew Means – tracker aggiuntivo

## Successo commerciale
A seguito della pubblicazione dell'album, 7empest ha debuttato al sesto posto della classifica Hot Rock & Alternative Songs stilata dalla rivista statunitense Billboard.
Nel gennaio 2020 7empest ha trionfato agli annuali Grammy Awards nella categoria miglior interpretazione metal, ottenendo il record come il brano heavy metal più lungo a vincere in tale categoria.

## Classifiche
| Classifica (2019)                | Posizione massima |
| -------------------------------- | ----------------- |
| Regno Unito (rock & metal)       | 19                |
| Stati Uniti (rock & alternative) | 6                 |
| Stati Uniti (rock streaming)     | 24                |